# Superman (filme de 1978)
Superman, ou Superman: The Movie, é um filme americano de 1978 baseado no personagem homônimo da DC Comics. Dirigido por Richard Donner, o filme é um empreendimento conjunto britânico, suíço, panamenho e americano produzido pela Warner Bros., Film Export A.G., Dovemead Limited e International Film Productions. Superman é estrelado por Christopher Reeve, Marlon Brando, Gene Hackman, Ned Beatty, Jackie Cooper, Glenn Ford, Trevor Howard, Margot Kidder, Valerie Perrine, Maria Schell, Terence Stamp, Phyllis Thaxter e Susannah York. O filme aborda a origem do Superman, incluindo sua infância como Kal-El de Krypton e seus anos de juventude na cidade rural de Smallville. Disfarçado como o repórter Clark Kent, ele adota um comportamento humilde e tolo em Metrópolis e nutre um romance com Lois Lane, enquanto luta contra o vilão Lex Luthor.
Vários diretores, especialmente Guy Hamilton, e roteiristas (Mario Puzo, David e Leslie Newman, e Robert Benton), foram associados com o projeto antes de Richard Donner ser contratado para a direção. Tom Mankiewicz foi recrutado para reescrever o roteiro e recebeu um crédito de "consultor criativo". Foi decidido filmar simultaneamente Superman e sua sequência Superman II (1980), com as filmagens começando em março de 1977 e terminando em outubro de 1978. Tensões surgiram entre Donner e os produtores, acabando em sua demissão, a decisão em não filmar mais a sequência, dos quais 75 por cento já haviam sido concluídas, e terminar o primeiro filme.
Sendo o filme mais caro até esse ponto com um orçamento de US$ 55 milhões, Superman foi lançado em dezembro de 1978 com aclamação crítica e sucesso financeiro, faturando US$ 300 milhões durante a sua rodada teatral original. Os críticos elogiaram particularmente o desempenho de Reeve. Foi indicado a 3 Oscars, incluindo Melhor Edição, Melhor Musica e Melhor Mixagem de Som, e venceu em Melhores Efeitos Visuais. Inovador em seu uso de efeitos especiais e narrativa de ficção científica, o legado do filme presagiou a popularidade predominante das franquias de filmes de super-heróis de Hollywood.

## Enredo
No planeta Krypton, usando provas fornecidas pelo cientista Jor-El, o Conselho condena tentativas de insurreição do General Zod, Ursa e Non à Zona Fantasma. Por isso, Zod jura vingança sobre Jor-El e sua família. Jor-El, apesar de sua eminência, é incapaz de convencer o Conselho de que Krypton em breve será destruído quando seu supergigante sol vermelho entrar em supernova. Para salvar seu filho, Kal-El, Jor-El lança uma nave espacial que o contém para a Terra, um planeta com uma atmosfera adequada onde a estrutura molecular densa de Kal-El lhe dará poderes sobre-humanos. Pouco depois do lançamento, o sol de Krypton explode, destruindo o planeta.
A Nave pousa nas terras de Smallville, Kansas. Kal-El, que agora tem três anos de idade, é encontrado por Jonathan e Martha Kent, que ficam surpresos quando ele é capaz de levantar seu caminhão. Eles levam-no para a sua fazenda o criam como seu próprio filho, nomeando-o Clark, o nome de solteira de Martha.
Aos 18 anos, logo após a morte de Jonathan devido a um ataque cardíaco, Clark ouve um "chamado" psíquico e descobre um cristal brilhante nos restos de sua espaçonave. Ele o obriga a viajar para o Ártico, onde o cristal constrói a Fortaleza da Solidão. No interior, uma visão holográfica de Jor-El aparece e explica as origens de Clark, educando-o sobre seus poderes e responsabilidades. Depois de 12 anos de treinamento, com seus poderes totalmente desenvolvidos, ele deixa a Fortaleza vestindo um terno azul e vermelho com o brasão da família Casa de El em seu peito e se torna um repórter no Planeta Diário em Metropolis. Ele conhece e desenvolve uma atração romântica não correspondida à colega de trabalho Lois Lane.
Lois se envolve em um acidente de helicóptero onde os meios convencionais de resgate são impossíveis, exigindo que Clark use seus poderes em público pela primeira vez para salvá-la, e continua ao frustrar um ladrão de jóias tentando escalar o Edifício Solow usando ventosas, Ladrões que fogem da polícia no mercado de Fulton, depositando seu cruzador de cabine em Wall Street, e resgata o gato de uma menina de uma árvore em Brooklyn Heights. Clark também resgata o Força Aérea Um depois de um raio destruir o motor de popa do porto, fazendo com que ele se torne "uma celebridade instantânea. Ele visita Lois em sua casa na noite seguinte e leva-a para um vôo sobre a cidade, permitindo-lhe entrevistá-lo para Um artigo no qual ela o nomeia "Superman".
Enquanto isso, o gênio criminoso Lex Luthor desenvolveu um plano para fazer uma fortuna em imóveis comprando grandes quantidades de terras estéril deserto. Depois de saber que o Exército dos EUA e a Marinha dos EUA lançarão um teste de mísseis nucleares gêmeos, ele desvia um míssil para um ponto fraco na Falha de San Andreas,
Sabendo que Superman poderia parar seu plano, Luthor o atrai para um covil subterrâneo e revela seu plano e o expõe a Kryptonita. Enquanto o Superman se enfraquece, Luthor ainda o insulta, revelando que o primeiro míssil está indo para o leste em direção a Hackensack, Nova Jersey, sabendo que nem mesmo o Superman consegue parar os dois impactos. Teschmacher, cúmplice de Luthor, está horrorizada porque sua mãe mora em Hackensack, mas Luthor não se importa e deixa Superman para uma morte lenta. Conhecendo sua reputação de manter sua palavra, Teschmacher salva Superman com a condição de que ele vai lidar com o míssil de Nova Jersey em primeiro lugar. Depois que Superman desvia o míssil Eastbound para o espaço exterior, o outro explode perto da Falha de San Andreas. Ele é capaz de mitigar os efeitos da explosão nuclear, livrar-se da poluição da precipitação e escoramento da terra em ruínas, mas as réplicas ainda são devastadoras.
Enquanto o Superman está ocupado salvando outros das réplicas, carro de Lois acaba caindo em uma fenda que se abre de um deles. Ela rapidamente se enche de sujeira e detritos e ela sufoca até a morte. Irritado por não poder salvá-la, Superman desafia o aviso anterior de Jor-El de não manipular a história humana, preferindo prestar atenção ao conselho de Jonathan de que ele deve estar na Terra por "uma razão". Ele acelera em volta da Terra, rebobinando o tempo, para salvar Lois. Ele então entrega Luthor e Otis para a prisão e voa para o nascer do sol para mais aventuras.

## Elenco e personagens
- Christopher Reeve como Kal-El / Clark Kent / Superman: Nascido em Krypton como Kal-El e criado na Terra, ele é um ser de imenso poder, força e invulnerabilidade que, depois de realizar seu destino para servir a humanidade, usa seus poderes para proteger e salvar outros. Como um meio de proteger sua identidade, ele trabalha em Metrópolis no Planeta Diário como repórter Clark Kent e modifica suas roupas em um terno de vermelho azulado com um escudo S no peito e conhecido por seu apelido como "Superman" dado por Lois. Reeve foi escolhido entre mais de 200 atores que fizeram as testes para o papel.
  - Jeff East como o jovem Clark Kent: Como um adolescente, ele é forçado a esconder suas habilidades sobre-humanas, tornando-o impopular entre seus colegas de classe e frustrando seus esforços para chamar a atenção de sua colega Lana Lang (Diane Sherry). Após a morte de seu pai adotivo, ele viaja para o Ártico para descobrir sua herança Kryptoniana (Todo o diálogo de East no filme é dublado por Reeve).[carece de fontes?]
- Marlon Brando como Jor-El: Pai biológico do Superman em Krypton. Ele tem uma teoria sobre o planeta explodir, mas o Conselho se recusa a ouvir. Ele morre quando o planeta explode, mas envia com sucesso seu filho para a Terra como um meio de ajudar os inocentes. Brando processou os Salkinds e a Warner Bros. por US$ 50 milhões porque se sentiu enganado por sua participação nos lucros da bilheteria.[9] Isso impediu que as cenas de Brando fossem usadas na versão de Richard Lester do Superman II.[10]
- Gene Hackman como Lex Luthor: Um gênio científico e empresário que é o inimigo de Superman. É ele quem descobre a fraqueza de Superman e elabora um plano que põe milhões de pessoas em perigo. Dustin Hoffman, que anteriormente era considerado para Superman, recusou o papel de Lex Luthor antes da escalação de Hackman.[11][12]
- Ned Beatty como Otis: O capanga de Lex Luthor.
- Jackie Cooper como Perry White: O chefe temperamental de Clark Kent no Planeta Diário. Ele atribui Lois para descobrir as notícias de um empresário desconhecido comprando uma grande quantidade de propriedade na Califórnia. Keenan Wynn foi a escolha original, mas saiu pouco antes de filmar por causa de doença cardíaca. Cooper, que fazia testes originalmente para Otis, foi escalado subsequentemente.[13]
- Glenn Ford como Jonathan Kent: O pai adotivo de Clark Kent em Smallville durante sua juventude. Ele é um agricultor que ensina habilidades a Clark que irá ajudá-lo no futuro. Ele sofre mais tarde um ataque cardíaco fatal que muda a visão de Clark sobre seu dever para com os outros.
- Trevor Howard como O primeiro ancião: Chefe do Conselho Kryptoniano, que não acredita na afirmação de Jor-El de que Krypton está condenado. Ele ameaça Jor-El, "Qualquer tentativa por você de criar um clima de medo e pânico entre a população deve ser considerada por nós um ato de insurreição".
- Margot Kidder como Lois Lane: Uma repórter do Planeta Diário, que se torna um interesse romântico de Clark Kent. Os produtores e o diretor tinham um conceito muito específico para Lois: solta, determinada, espirituosa e atraente. Kidder foi escolhida porque seu desempenho teve uma certa centelha e vitalidade, e por causa de sua forte interação com Reeve.[14] Mais de 100 atrizes foram consideradas para o papel. Kidder (sugerida por Stalmaster), Anne Archer, Susan Blakely, Lesley Ann Warren, Deborah Raffin e Stockard Channing testaram entre março e maio de 1977. A decisão final foi entre Channing e Kidder, com a última conquistando o papel.[15][16]
- Jack O'Halloran como Non: Grande e mudo, o terceiro dos vilões kryptonianos condenados a serem isolados na Zona Fantasma.
- Valerie Perrine como Eve Teschmacher: A namorada e cúmplice de Lex Luthor. Já cínico de sua crescente grandiosidade e perturbado por sua crueldade, ela salva a vida de Superman depois de saber que Luthor lançou um míssil nuclear para a cidade natal de sua mãe em Hackensack, Nova Jersey. Ela mostra um interesse romântico em Superman, ao beija-lo antes de salvar sua vida.
- Maria Schell como Vond-Ah: Como Jor-El, uma grande cientista Kryptoniana; Mas ela também não acredita nas teorias de Jor-El.
- Terence Stamp como General Zod: O líder dos três criminosos Kryptonianos que juram vingança contra Jor-El quando são condenados à Zona Fantasma.
- Phyllis Thaxter como Martha Kent: A fiel mãe adotiva de Clark Kent. Ela é o apoio emocional de seu filho depois que Clark é devastado pela morte de Jonathan. Thaxter foi a sogra do produtor Ilya Salkind.
- Susannah York como Lara: A mãe biológica do Superman em Krypton. Ela, depois de saber o destino de Krypton, tem apreensões sobre o envio de seu pequeno filho para um planeta estranho sozinho.
- Marc McClure como Jimmy Olsen: Um fotógrafo adolescente no Planeta Diário. Jeff East, que interpretou o adolescente Clark Kent, originalmente tinha feito testes para este papel.[carece de fontes?]
- Sarah Douglas como Ursa: A segunda dos vilões kryptonianos liderados pelo General Zod, condenada à Zona Fantasma por suas experiências científicas antiéticas.
- Harry Andrews como o segundo ancião: Membro do Conselho, que pede Jor-El a ser razoável sobre os planos para salvar Krypton.

Kirk Alyn e Noel Neill têm aparições cameo como pai e mãe de Lois Lane em uma cena excluída que foi restaurada depois em lançamentos de mídia. Alyn e Neill interpretaram Superman e Lois Lane nos cinesseriados Superman (1948) e Atom Man vs. Superman (1950), e foram os primeiros atores a retratar os personagens na tela em um formato de live-action; Neil também interpretou Lane na série de televisão dos anos 50, Adventures of Superman. Larry Hagman também faz um cameo, interpretando um comandante do exército encarregado de um comboio que está transportando um dos mísseis.

## Produção

### Desenvolvimento
Ilya Salkind tinha concebido a ideia para um filme do Superman no final de 1973. Em novembro de 1974, após um longo e difícil processo com a DC Comics, os direitos cinematográficos do Superman foram comprados por Ilya, seu pai Alexander Salkind e seu parceiro Pierre Spengler. DC queria uma lista de atores que deveriam ser considerados para o Superman, e aprovou as escolhas do produtor de Muhammad Ali, Al Pacino, James Caan, Steve McQueen, Clint Eastwood e Dustin Hoffman. Os cineastas sentiram que era melhor filmar Superman e Superman II simultaneamente. William Goldman foi abordado para escrever o roteiro, enquanto Leigh Brackett foi considerada. Ilya contratou Alfred Bester, que começou a escrever um tratamento. Alexander achou, no entanto, que Bester não era famoso o suficiente, então ele contratou Mario Puzo (The Godfather) para escrever o roteiro. Francis Ford Coppola, William Friedkin, Richard Lester, Peter Yates, John Guillermin, Ronald Neame e Sam Peckinpah estavam em negociações para dirigir. George Lucas recusou a oferta por causa de seu compromisso com Star Wars.
Ilya queria contratar Steven Spielberg para dirigir, mas Alexander estava cético, sentindo que era melhor "esperar até que o peixe grande [de Spielberg] estreasse". Tubarão foi muito bem-sucedido, o que levou os produtores a oferecer a posição para Spielberg, mas até então Spielberg já tinha se comprometido a Close Encounters of the Third Kind. Guy Hamilton foi contratado como diretor, enquanto Puzo entregou seu roteiro de 500 páginas para Superman e Superman II em julho de 1975. Jax-Ur apareceu como um dos capangas do General Zod, com Clark Kent escrito como repórter de televisão. Embora os Salkinds sentiram que Puzo tinha escrito uma história sólida para o filme de duas partes, eles consideraram seu roteiro muito longo e assim contrataram Robert Benton e David Newman para o trabalho de reescrita. Benton ficou muito ocupado dirigindo A Última Investigação, então a esposa de David, Leslie Newman, foi trazida para ajudar seu marido a terminar os deveres de escrita. George MacDonald Fraser foi contratado mais tarde para fazer algum trabalho no roteiro, mas ele disse que fez pouco.
O roteiro foi entregue em julho de 1976, e carregava um tom camp, incluindo uma aparição cameo de Telly Savalas como seu personagem de Kojak. O roteiro para Superman e Superman II estava agora em mais de 400 páginas. A pré-produção começou no Cinecittà Studios, em Roma, com  sets começando a ser construidos e testes de vôo sendo experimentados sem sucesso. "Na Itália", lembrou a produtora Ilya Salkind, "perdemos cerca de US $ 2 milhões [em testes de vôo]". A produção se moveu para a Inglaterra no final de  1976.
Mark Robson foi fortemente considerado e estava em negociações para dirigir, mas depois de assistirem A Profecia, os produtores contrataram Richard Donner. Donner estava anteriormente planejando Damien: A Profecia II quando foi contratado em janeiro de 1977 para dirigir Superman e Superman II. Donner sentiu que era melhor começar do zero. "Eles tinham preparado o filme por um ano e não um pouco foi útil para mim." Donner estava insatisfeito com o roteiro camp e trouxe Tom Mankiewicz para realizar uma reescrita. Segundo Mankiewicz "não foi usada uma palavra do roteiro de Puzo". "Era um roteiro bem escrito, mas ainda assim ridículo, de 550 páginas, eu disse: 'Você não pode filmar esse roteiro porque estará filmando por cinco anos'", continuou Donner. "Isso era literalmente um roteiro de gravação e eles planejavam filmar todas as 550 páginas. Você sabe, 110 páginas é muito para um roteiro, então mesmo para dois filmes, isso era demais." Mankiewicz concebeu ter cada família Kryptoniana usando uma crista que assemelha-se a uma letra diferente, justificando o "S" no traje do Superman. O Writers Guild of America se recusou a creditar Mankiewicz por suas reescritas, então Donner deu a ele um crédito de consultor criativo.

### Escalação para o Superman
Inicialmente, foi decidido primeiro assinar um ator da lista A para o Superman antes que Richard Donner fosse contratado como diretor. Foi oferido a Robert Redford uma soma grande, mas sentiu que ele era muito famoso. Burt Reynolds recusou o papel, enquanto Sylvester Stallone estava interessado, mas nada nunca veio disso. Paul Newman também recusou o papel.
Quando foi decidido escalar um ator desconhecido, o diretor de elenco Lynn Stalmaster primeiro sugeriu Christopher Reeve, mas Donner e os produtores acharam que ele era muito jovem e magro. Mais de 200 atores desconhecidos fizeram teste para Superman. O campeão olímpico Bruce Jenner fez um teste para o papel-título. Patrick Wayne foi escolhido, mas abandonou quando seu pai John Wayne estava doente. Neil Diamond e Arnold Schwarzenegger fizeram campana para o papel, mas foram ignorados. James Caan, James Brolin, Lyle Waggoner, Christopher Walken, Nick Nolte, Jon Voight e Perry King foram abordados. Kris Kristofferson e Charles Bronson também foram considerados para o papel-título. James Caan disse que lhe foi oferecido o papel, mas recusou. "Eu simplesmente não podia usar esse traje." 
"Nós encontramos caras com um físico fabuloso que não atuavam ou atores maravilhosos que não pareciam remotamente como o Superman", lembrou o consultor criativo Tom Mankiewicz. A busca tornou-se tão desesperada que o dentista da esposa do produtor Ilya Salkind foi testado na tela.
Stalmaster convenceu Donner e Ilya a ter Reeve fazendo um teste em fevereiro de 1977. Reeve atordoou o diretor e produtores, mas foi dito para vestir um "traje muscular" para apresentar o físico muscular desejado. Reeve recusou, praticando rigorosos exercícios físicos comandados por David Prowse. Prowse queria interpretar o Superman, mas foi negado um teste pelos cineastas porque não era americano.

### Filmagens
As filmagens começaram em 28 de março de 1977 no Pinewood Studios para cenas de Krypton, orçamentado como o filme o mais caro feito nesse ponto. Desde que Superman foi filmado simultaneamente com Superman II, as filmagens duraram 19 meses, até outubro de 1978. As filmagens estavam programadas para durar entre sete e oito meses, mas surgiram problemas durante a produção. John Barry serviu como designer de produção, enquanto Stuart Craig e Norman Reynolds trabalharam como diretores de arte. Stuart Freeborn foi o maquiador, enquanto Barry, David Tomblin, John Glen, David Lane, Robert Lynn e os não creditados Peter Duffell e André de Toth dirigiram as cenas de segunda unidade. Vic Armstrong foi contratado como coordenador de dublês e dublê de Reeve; Sua esposa Wendy Leech foi dublê de Kidder. Superman também foi o último filme completo do diretor de fotografia Geoffrey Unsworth, que morreu durante a pós-produção enquanto trabalhava em Tess para o diretor Roman Polanski. A Fortaleza da Solidão foi construída no Shepperton Studios e no 007 Stage da Pinewood.  Ao ver as filmagens de Krypton, a Warner Bros. decidiu distribuir não só na América do Norte, mas também em países estrangeiros. Devido a complicações e problemas durante as filmagens, a Warner Bros também forneceu US$ 20 milhões e adquiriu direitos televisivos.
Nova Iorque foi o modelo para Metrópolis, enquanto o prédio do New York Daily News serviu como o local para os escritórios do Planeta Diário. Brooklyn Heights também foi usado. As filmagens em Nova Iorque duraram cinco semanas, durante o período do apagão em Nova Iorque de 1977. A produção se moveu para Alberta para cenas situadas em Smallville, com a cena do cemitério filmada no canyon de Beynon, Alberta, as cenas do futebol da escola em Barons, Alberta, e a Fazenda Kent construída em Blackie, Alberta. BreveS filmagens também ocorreram em Gallup, Novo México, Lago Mead e a Estação Grand Central. O diretor Donner teve tensões com os Salkinds e Spengler a respeito do orçamento de produção e da agenda de filmagem. O consultor criativo Tom Mankiewicz refletiu: "Donner nunca conseguiu um orçamento ou um cronograma. Ele foi constantemente informado que ele estava muito além da programação e do orçamento. Em um momento ele disse: 'Por que vocês não apenas agendam o filme para os próximos dois dias, e então eu vou estar nove meses mais?." Richard Lester, que trabalhou com os Salkinds em Os Três Mosqueteiros e Os Quatro Mosqueteiros, foi então trazido como um co-produtor temporário para mediar a relação entre Donner e os Salkinds, que agora se recusavam a falar uns com os outros.
Lester recusou o crédito de produtor, que havia sido oferecido a ele, sendo não creditado por seu trabalho. Salkind sentiu que trazer um segundo diretor para o set significava que haveria alguém pronto no caso em que Donner não pudesse cumprir seus deveres de direção. "Estar lá o tempo todo significava que ele [Lester] poderia assumir," Salkind admitiu. "[Donner] não conseguia decidir o que fazer."
Foi resolvido parar de filmar Superman II e se concentrar em terminar Superman. Donner já tinha completado 75% da sequência. Os cineastas correram um risco: se Superman fosse um fracasso de bilheteria, eles não iriam terminar Superman II. O clímax original de Superman II tinha o General Zod, Ursa e Non destruindo o planeta, com o Superman viajando no tempo para corrigir o dano. Donner comentou: "Eu decidi que se Superman fosse um sucesso, eles iriam fazer uma sequência. Se não fosse um sucesso, um cliffhanger não vai levá-los a ver Superman II."

### Efeitos
Superman é bem conhecido por suas sequências de efeitos visuais em larga escala, todas as quais foram criadas antes da era digital. O modelo em escala da Ponte Golden Gate tinha 70 pés de comprimento e 20 pés de largura. Outras miniaturas incluíram a Cúpula do Conselho de Kypton e a Represa Hoover. Câmera lenta foi usada para simular a grande quantidade de água para a destruição da Represa Hoover. A Fortaleza da Solidão foi uma combinação de um set de escala completa e pinturas foscas. O pontapé de longa distância do jovem Clark Kent foi executado com um bola de futebol de madeira carregado em um air blaster colocado no chão.  O traje do Superman era um azul muito mais escuro, mas o uso de tela azul tornou claro. Segundo o supervisor de efeitos ópticos, Roy Field, no final, foram utilizadas três técnicas para atingir os efeitos de vôo.
Foi desenvolvida uma técnica que combinava o efeito de projeção frontal com lentes de zoom especialmente projetadas. A ilusão de movimento foi criada por zoom em Reeve ao fazer a imagem dianteira projetada parecer retroceder. Para cenas onde Superman interage com outras pessoas ou objetos enquanto em vôo, Reeve e atores foram colocados em uma variedade de equipamentos de cordame com iluminação cuidadosa e fotografia.  Isso também levou à criação do sistema Zoptic.
Os trajes altamente reflexivos usados pelos Kryptonianos são feitos do mesmo material 3M usado para as telas de projeção dianteiras e foram o resultado de um acidente durante os testes de vôo do Superman. "Percebemos que o material se acendeu sozinho", explicou Donner. "Nós rasgamos o material em pedaços minúsculos e colamos ele nas fantasias, projetando um efeito da projeção dianteira para cada câmera. Havia um pouco de luz em cada câmera, e ele se projetaria em um espelho, pulando para fora na frente da lente, atingindo traje, [e] milhões de pequenas miçangas de vidro se iluminariam e trariam a imagem de volta para a câmera."

### Música
Jerry Goldsmith, que compôs a trilha sonora de A Profecia de Donner, foi originalmente definido para compor Superman. Partes do trabalho de Goldsmith de Capricorn One foram usados no teaser trailer de Superman. Ele abandonou por conflitos de programação e John Williams foi contratado. Williams conduziu a Orquestra Sinfônica de Londres para gravar a trilha sonora. A música foi uma das últimas peças a entrar em vigor. Williams gostou que o filme não se levava muito a sério e que tinha uma sensação de campo teatral para ele. Kidder deveria cantar "Can You Read My Mind?", as letras foram escritas por Leslie Bricusse, mas Donner não gostou e mudou para uma composição acompanhada por uma narração.

## Temas
Superman é dividido em três seções básicas, cada uma com um tema distinto e estilo visual. O primeiro segmento, situado em Krypton, é destinado a ser típico de filmes de ficção científica, mas também estabelece as bases para uma analogia que emerge na relação entre Jor-El e Kal-El. O segundo segmento, ambientado em Smallville, lembra os filmes de 1950, e sua atmosfera de pequena cidade tem a intenção de evocar uma pintura de Norman Rockwell. O terceiro (e maior) segmento, situado principalmente em Metrópolis, foi uma tentativa de apresentar a história de super-heróis com o máximo de realismo possível (o que Donner chamou de "verossimilhança"), confiando no drama cinematográfico tradicional e usando apenas humor suti em vez de uma abordagem campy.
Em cada um dos três atos, o status mítico do Superman é reforçado por eventos que recordam a jornada do herói (ou monomito) como descrito por Joseph Campbell. Cada ato tem um ciclo discernível de "chamada" e jornada. A viagem é de Krypton à Terra no primeiro ato, de Smallville à Fortaleza da Solidão no segundo ato, e então da Metrópolis ao mundo inteiro no terceiro ato.
Muitos têm notado os exemplos de aparente simbolismo Cristão. Donner, Tom Mankiewicz e Ilya Salkind comentaram sobre o uso de referências cristãs para discutir os temas de Superman. Mankiewicz promoveu deliberadamente analogias com Jor-El (Deus) e Kal-El (Jesus). Donner é um pouco cético sobre as ações de Mankiewicz, brincando "Eu tenho bastante ameaças de morte por causa disso".
Vários conceitos e itens de imagens têm sido usados em comparações bíblicas. Jor-El expulsa o General Zod de Krypton, um paralelo com a expulsão de Satanás do Céu. A espaçonave que leva Kal-El à Terra está na forma de uma estrela (Estrela de Belém). Kal-El vem para Jonathan e Martha Kent, que são incapazes de ter filhos. Martha Kent declara: "Todos estes anos como oramos e oramos para que o bom Deus julgasse oportuno nos dar um filho", que foi comparado com a Virgem Maria.
Assim como pouco se sabe sobre Jesus durante seus anos de meia-idade, Clark viaja para o Ártico pra descobrir quem ele é e o que ele tem que fazer. . Jor-El diz: "Viva como um deles, Kal-El, para descobrir onde sua força e poder são necessários. Mas leve sempre no coração o orgulho de seu legado especial. Eles podem ser um grande povo, Kal-El, eles querem ser. Só precisam da luz para mostrar o caminho. Por esse motivo acima de tudo, pela capacidade que eles têm de fazer o bem, eu envio você… meu único filho." O tema assemelha-se ao relato bíblico de Deus enviando seu único filho Jesus à Terra em esperança para o bem da humanidade. Mais foram vistos quando Donner foi capaz de completar Superman II: The Richard Donner Cut, apresentando a queda, ressurreição e sua batalha com o mal. Outra visão foi a de A Criação de Adão.

## Lançamento
Superman foi originalmente programado para ser lançado em junho de 1978, o 40º aniversário da Action Comics 1, que trouxe a primeira aparição do Superman nos quadrinhos, mas os problemas durante as filmagens adiou a estreia do filme por seis meses. O editor Stuart Baird refletiu: "As filmagens foram concluídas em outubro de 1978 e é um milagre que o filme tenha sido lançado dois meses depois. Os filmes de grande orçamento hoje tendem a levar de seis a oito meses." Donner, por sua vez, desejou que ele tivesse "mais seis meses; eu teria aperfeiçoado um monte de coisas, mas em algum momento, você tem que transformar o filme." Warner Bros. gastou US$ 7 milhões para comercializar e promover o filme.
Superman estreou no Uptown Theater em Washington, D.C. em 10 de dezembro de 1978, com o diretor Richard Donner e vários membros do elenco no presentes. Três dias depois, em 13 de dezembro, teve uma estreia europeia em Leicester Square, em Londres, na presença da Rainha Elizabeth II e do Príncipe Andrew.

### Além do lançamento nos cinemas
Os Salkinds prepararam uma versão de mais de três horas para a televisão mundial reincorporando cerca de 45 minutos de filmagens e músicas excluídas do corte de cinema e especialmente preparadas para que as redes e as estações pudessem reeditar sua própria versão a seu critério. ABC transmitiu a estreia na televisão de Superman em 1982, com a maioria das cenas não utilizadas. Uma versão sindicalizada do filme foi exibida em estações de televisão locais em Los Angeles e Washington, D.C. na década de 1990 incluiu duas cenas adicionais nunca antes vistas, além do que tinha sido anteriormente reintegrado. Quando Michael Thau e Warner Home Video começaram a trabalhar em uma restauração de filmes em 2000, algumas das filmagens extras não foram adicionadas por causa de efeitos visuais ruins. Thau sentiu "o ritmo do enredo do filme seria afetado negativamente. Isso incluiu problemas de tempo com a partitura musical de John William. O corte do filme mostrado na TV foi montado para tornar o filme mais longo quando mostrado na TV. O corte de edição especial é projetado para a melhor experiência de visualização no verdadeiro espírito de fazer cinema." Houve uma exibição teste da Edição Especial em 2001 em Austin, Texas, em 23 de março, com planos para um possível lançamento nos cinemas naquele ano, o que não ocorreu.

Capa do DVD da edição de 4 discos lançado em 2006.

Em maio de 2001 a Warner Home Video lançou a edição especial em DVD. O diretor Donner também ajudou, trabalhando um pouco mais de um ano no projeto. O lançamento incluiu making-of de documentários dirigidos por Thau e oito minutos de filmagem restaurada. Thau explicou: "Eu trabalhei em Ladyhawke e foi assim que conheci Donner e Tom Mankiewicz. Eu costumava ouvir aquelas histórias maravilhosas na sala de edição que Tom, Donner e Stuart contavam sobre Superman e foi assim que eu tive as ideias para Taking Flight e Making Superman. Donner comentou: "Houve algumas cenas onde o traje do Superman parecia verde. Nós fomos e limpamos isso, trazendo a cor de volta para onde deveria ser." Thau queria deixar o filme mais curto, "Eu queria tirar a maldita sequência de voo onde Lois está recitando um poema [" Você pode ler minha mente "] quando eles estão voando ao redor. Eu também queria tirar onde era apenas ação genérica. Era como uma perseguição de carro de dois minutos. Donner protestou e as coisas ficaram dentro." Ele foi seguido por uma caixa de lançamento no mesmo mês, contendo edições de Superman II, Superman III e Superman IV: The Quest for Peace. Em novembro de 2006, uma edição especial de quatro discos foi lançada, seguido por um lançamento em HD DVD e Blu-ray. Também disponível (com outros filmes) é os boxes "Christopher Reeve Superman Collection", de nove discos, e "Superman Ultimate Collector's Edition", de quatorze discos.

### Transmissão da versão televisiva
Quando os direitos para o primeiro filme do Superman reverteram para os Salkinds em 1981, foi a intenção deles preparar um corte de televisão mais longo do que o que foi lançado nos cinemas, pelas razões acima mencionadas. O chamado "Salkind International Extended Cut", que terminou em 3 horas e 8 minutos, foi exibido internacionalmente na televisão, e é a partir desse corte que as versões mais recentes da TV doméstica foram derivadas. A transmissão na rede de televisão americana teve lugar no domingo, 7 de fevereiro e segunda-feira, 8 de fevereiro de 1982 na ABC. O patrocinador principal para as transmissões era a Atari. Na época, a ABC tinha um contrato com Alexander Salkind para os direitos de televisão de seus filmes. O corte da ABC de 3 horas e 2 minutos de Superman foi transmitido ao longo de duas noites. Na primeira noite em que estreou, o filme parou quando Lois Lane estava caindo do helicóptero (a imagem congelou, criando um tipo de cliffhanger do final d parte um). Na noite seguinte, houve naturalmente uma recapitulação antes que o filme continuasse. Esta versão expandida foi reprisada em novembro do mesmo ano, apenas desta vez, mostrada em uma noite. As próximas duas exibições na ABC depois disso foram a versão original do cinema. Também como mencionado anteriormente, cerca de 40 minutos de filmagem foram reintegrados para as transmissões iniciais do filme na ABC.
Quando os direitos reverteram para a Warner Bros. em 1985, CBS exibiu o filme pela última vez na rede de televisão em sua versão do cinema. Quando o filme entrou no mercado de sindicação em 1988 (depois de uma exibição em televisão a cabo), foi oferecido as estações de TV o corte estendido ou o corte do cinema. As estações que mostraram o corte estendido editaram a segunda metade para espremer em comerciais.
Em maio de 1994 a Warner Bros. ofereceu o já mencionado "Salkind International Extended Cut" (uma versão de 3 horas e 8 minutos, preparada pelos Salkinds, e da qual a versão da ABC foi derivada), que foi mostrada em Los Angeles no KCOP-TV.
Até 2017 se pensava que a qualidade da versão estendida transmitida na televisão era inferior a qualquer lançamento em vídeo, seja a versão de cinema ou a do diretor, porque havia sido masterizada em uma época em que o áudio em estéreo não estava disponível em transmissões televisivas. Negativos em 16mm foram de fato produzidos e masterizados em NTSC para as transmissões iniciais feitas pela emissora americana ABC. No entanto, durante uma consulta ao inventário da Warner Bros., foi descoberto material em qualidade íntegra da versão de 3 horas e 8 minutos, que não continha a informação da razão de aspecto. Após inspeção foi constatado que de fato o filme estava na razão original da Panavision em 2.35:1.
O rolo do filme foi a fonte para o lançamento em 3 de outubro de 2017 (nos Estados Unidos, na mídia Blu-ray), pela Warner, em uma edição intitulada "Superman: The Movie Extended Cut". O novo lançamento em vídeo foi visualmente restaurado pela equipe da distribuidora, e com exceção dos créditos iniciais e finais (que estão realmente em estéreo) o filme é apresentado em uma versão melhorada do áudio em mono da TV. Deve ser observado que 8 dos 45 minutos de cenas estendidas que foram usadas na posterior restauração da versão do diretor (lançada inicialmente no ano 2000) foram obtidos de elementos restaurados.

## Recepção

### Bilheteria
O filme arrecadou US$ 134,21 milhões na América do Norte e US$ 166 milhões no exterior, totalizando US $ 300,21 milhões no mundo. Superman foi o segundo filme de maior arrecadação de 1978 (atrás apenas da Grease), e se tornou o sexto filme de maior bilheteria de todos os tempos após sua exibição nos cinemas. Foi também o maior sucesso da Warner Bros. na época.

### Crítica
Superman foi aclamado pela crítica. Rotten Tomatoes reporta que 93% dos críticos deram uma resenha positiva, baseado em uma amostra de 61 análises com uma nota média de 8/10. O consenso da crítica foi de que "Superman combina habilmente humor e gravitas, aproveitando a escalação perfeita de Reeve para criar um tributo amoroso e nostálgico a um ícone da cultura pop americana". No Metacritic, o filme tem uma pontuação média de 86/100, com base em 11 avaliações, resultando em "aclamação universal". O filme foi amplamente considerado como um dos 10 melhores filmes de 1978. Os criadores do Superman, Jerry Siegel e Joe Shuster, deram uma reação positiva. Shuster estava "encantado de ver Superman na tela. Eu tive calafrios. Chris Reeve tem apenas o direito toque de humor. Ele realmente é o Superman."
Roger Ebert deu uma revisão muito positiva. "Superman é um prazer puro, uma combinação maravilhosa de todas as coisas antiquadas que nunca realmente se cansam de: aventura e romance, heróis e vilões, efeitos especiais de tremor de terra e sagacidade. Reeve é perfeitamente escalado no papel. Qualquer má escolha teria arruinado o filme." Ebert colocou o filme em sua lista dos 10 melhores de 1978. Ele depois colocou em sua lista de "Grandes Filmes". James Berardinelli acredita que "não há dúvida de que é um filme falho, mas é um dos mais maravilhosamente divertidos filmes imperfeitos feitos durante a década de 1970. É exatamente o que os fãs de quadrinhos esperavam que fosse. Talvez o mais animador de todos, no entanto, é a mensagem no final dos créditos anunciando a chegada iminente do Superman II".

### Prêmios e indicações
Superman foi nomeado para três prêmios do Oscar (Melhor Montagem - (Stuart Baird), Melhor Trilha Sonora (Pontuação Original) - (John Williams) e Melhor Mixagem de Som - (Gordon K. McCallum, Graham V. Hartstone, Nicolas Le Messurier e Roy Charman)), e recebeu um Prêmio do Oscar de Realização Especial por seus efeitos visuais. Donner manifestou publicamente o seu desgosto que o designer de produção John Barry e o cinematógrafo Geoffrey Unsworth não tinham sido reconhecidos pela Academia.
O filme foi bem sucedido na 32ª Academia Britânica de Cinema. Reeve ganhou o de ator protagonista mais promissor, enquanto Hackman, Unsworth, Barry e os designers de som ganharam indicações. Também ganhou o Prêmio Hugo de melhor apresentação dramática. No Prêmio Saturno, Kidder, Barry, John Williams e o departamento de efeitos visuais receberam prêmios, e o filme ganhou de Melhor Filme de Ficção Científica. Reeve, Hackman, Donner, Valerie Perrine e a figurinista Yvonne Blake foram indicadas por seus trabalhos também. Além disso, Williams foi nomeado no 36º Prêmios Globo de Ouro e ganhou o Grammy Award para Melhor Trilha Sonora para Mídia Visual.

## Legado
Em 2007, a Sociedade de Efeitos Visuais listou Superman como o 44º uso mais influente de efeitos visuais de todos os tempos. Em 2008, a revista Empire classificou ele como o #174 maio filme de todos os tempos na sua lista de 500. Em 2009, a Entertainment Weekly classificou Superman o 3º em sua lista de Os Heróis Mais Legais de Todos os Tempos na Cultura Pop.